# 坂井一成
坂井 一成（さかい かずなり、1969年 - ）は、日本の国際政治学者。専門は国際関係論、EU（とくにフランス）地域研究、国際社会学。元神戸大学大学院国際文化学研究科教授。クレアブ株式会社ディレクター。

## 人物
東京都生まれ。麻布高等学校卒。東京外国語大学外国語学部フランス語学科卒。同大学大学院修士課程を経て、一橋大学大学院社会学研究科へ進学し、1996年に博士後期課程退学。学部で中嶋嶺雄、修士課程で歴史学者の二宮宏之、博士課程で梶田孝道の指導をそれぞれ受ける。
文部省（当時）大臣官房事務官（外国調査担当官）、東京工業大学助手、パリ政治学院客員研究員、パリ第10大学客員教授、パリ第2大学客員教授を経て、2007年より神戸大学大学院国際文化学研究科准教授。のち同大学院教授。2022年に神戸大学を退職。
2007年、論文「民族とガヴァナンス：西欧における民族問題の非政治化」にて神戸大学より博士（学術）の学位を取得。第26回（2008年度）村尾育英会学術奨励賞受賞 。
2015年から2022年まで日本国際文化学会常任理事。

## 著書

### 単著
- 『ヨーロッパの民族対立と共生』芦書房、2008年。 / 増補版、2014年。ISBN　978-4-7556-1264-0

### 編著
- 『ヨーロッパ統合の国際関係論』芦書房、2003年。 / 第二版、2007年。ISBN　978-4-7556-1209-1
- 『グローバリゼーション国際関係論』芦書房、2006年。 / 新版、2014年。ISBN　978-4-7556-1266-4
- 『地域と理論から考えるアジア共同体』芦書房、2015年。ISBN　978-4-7556-1280-0
- （八十田博人共編著）『よくわかるEU政治』ミネルヴァ書房〈やわらかアカデミズム・〈わかる〉シリーズ〉、2020年。ISBN　978-4-623-08824-9

### 分担執筆
- 「EU統合下における地域と国家主権の位相」濵本正太郎・興津征雄編著『ヨーロッパという秩序』勁草書房〈シリーズ激動期のEU〉、2013年。ISBN 978-4-326-54639-8
- 「フランス：地中海とEUの狭間に揺れるフランスの移民政策」岡部みどり編『人の国際移動とEU：地域統合は「国境」をどのように変えるのか？』法律文化社、2016年。ISBN 978-4-589-03773-2
- 「人の移動をめぐるガバナンス」グローバル・ガバナンス学会編『グローバル・ガバナンス学・2：主体・地域・新領域』法律文化社、2018年。ISBN 978-4-589-03881-4
- 「EUの移民政策：政治と文化の絡み合い」井上典之・吉井昌彦編著『EUの揺らぎ』勁草書房、2018年。ISBN 978-4-326-30265-9
- 「移民難民危機とEUの回復力：新しい連帯の模索」吉井昌彦編著『EUの回復力』勁草書房、2021年。ISBN 978-4-326-30301-4
- 「フランス：試練のマクロン体制とEU連帯の追求」植田隆子編著『新型コロナ危機と欧州：EU・加盟10カ国と英国の対応』文眞堂、2021年。ISBN 978-4-8309-5123-7
- 「フランス：安全保障環境の変化とレジーム選択～EU、地中海、南欧」岡部みどり編著『世界変動と脱EU/超EU：ポスト・コロナ、米中覇権競争下の国際関係』日本経済評論社、2022年。ISBN 978-4-8188-2603-8